# Csiangszu
Csiangszu (Jiangsu) kiejtéseⓘ (kínai: 江苏, pinjin: Jiāngsū, magyar átírás: Csiangszu) a Kinai Népköztársaság keleti partjainál fekvő tartománya. Nevét a tartomány két nagy városának, Csiangning (Jiangning) (mai nevén Nancsing (Nanjing)) és Szucsou (Suzhou) rövidítéséből kapta. Tartományi székhelye és legnagyobb városa Nanking (Nanjing).

## Történelem
Kína régmúltjában ez a vidék érdektelen, távoli terület volt. Nagyobb jelentőségre akkor tett szert, amikor Észak-Kína nagy területeit nomádok foglalták el és ott dinasztiákat alapítottak. Közben Dél-Kínában han etnikumú dinasztiák uralkodtak. Ekkor a tartomány területe határvidék és harctér volt az északi és déli dinasztiák között. Mindez a 4-7. században volt. Ezután ismét jelentéktelen vidékké vált. A Szung-dinasztia idején (10-13. század) a tartomány déli részén erős kereskedő réteg alakult ki. Az itteni kereskedelmi központok a gazdagság és luxus szimbólumává váltak a kínaiak számára. Ezek a kereskedelmi központok máig fennmaradtak, közéjük tartozik Sanghaj és Nanking. Az utóbbi többször volt főváros, utoljára a 20. század első felében. Maga a tartomány 1666 óta létezik nagyjából a mai határai között.

## Közigazgatás
Csiangszu (Jiangsu) tartomány 13 prefektúrai szintű városra van felosztva:
- Nanking (Nanking) (egyszerűsített kínai írással: 南京市, pinjin: Nánjīng Shì)
- Hszücsou (Xuzhou) (徐州市 Xúzhōu Shì)
- Lienjünkang (Lianyungang) (连云港市 Liányúngǎng Shì)
- Szucsien (Suqian) (宿迁市 Sùqiān Shì)
- Huajan (Huai'an) (淮安市 Huái'ān Shì)
- Jancseng (Yancheng) (盐城市 Yánchéng Shì)
- Jangcsou (Yangzhou) (扬州市 Yángzhōu Shì)
- Tajcsou (Taizhou) (泰州市 Tàizhōu Shì)
- Nantung (Nantong) (南通市 Nántōng Shì)
- Csencsiang (Zhenjiang) (镇江市 Zhènjiāng Shì)
- Csangcsou (Changzhou) (常州市 Chángzhōu Shì)
- Vuhszi (Vuhszi) (无锡市 Wúxī Shì)
- Szucsou (Suzhou) (苏州市 Sūzhōu Shì)

## Népesség
| 2020 | 84 748 016 |